# Ночи
Ночи (итал. Noci) — коммуна в Италии, располагается в регионе Апулия, в провинции Бари.
Население составляет 19 501 человек (2008 г.), плотность населения составляет 132 чел./км². Занимает площадь 148 км². Почтовый индекс — 70015. Телефонный код — 080.
Покровителями коммуны почитаются Пресвятая Богородица (Madonna della Croce), празднование 3 мая, и San Rocco.

## Демография
Динамика населения:

## Администрация коммуны
- Официальный сайт: http://www.comune.noci.ba.it/ Архивная копия от 7 июня 2020 на Wayback Machine